# Tom Cardamone
Tom Cardamone (* 1969) ist ein US-amerikanischer Autor.

## Leben
Cardamone veröffentlichte als Schriftsteller mehrere Bücher. Insbesondere für sein Werk The Lost Library: Gay Fiction Rediscovered ist Cardamone bekannt. In diesem Buch beschäftigt er sich mit Werken US-amerikanischer homosexueller Schriftsteller, die in Vergessenheit gerieten. 2013 erhielt er den Lambda Literary Award für sein Werk Green Thumb.

## Werke (Auswahl)
- The Lost Library: Gay Fiction Rediscovered
- Pumpkin Teeth, Kurzgeschichte
- The Lurid Sea
- Crashing Cathedrals
- Green Thumb